# Henry Murphy (hokej na travi)
Henry Lawson Murphy (12. prosinca 1882. – 5. siječnja 1942.) bio je irski hokejaš na travi.
Igrao je za klub Three Rock Rovers Hockey Club, s kojim je 1908. osvojio Irish Senior Cup.
Na Olimpijskim igrama 1908. u Londonu osvojio je srebrnu medalju, nastupajući za Irsku, zajedno s klupskim suigračima Richardom Greggom i Charlesom Powerom.
Murphy je igrao u obje utakmice – u pobjedi 3:1 protiv Walesa 29. listopada te u porazu 1:8 od Engleske u finalu 31. listopada.
Tijekom tih Igara Irska je nastupala kao sastavni dio reprezentacije Ujedinjenog Kraljevstva.

## Vanjske poveznice
- Profil na Sports Reference.com  Arhivirana inačica izvorne stranice od 18. travnja 2020. (Wayback Machine)